# 기성
기성(紀成, ? ~ 기원전 206년)은 전한의 장군이다.

## 생애
유방이 처음 거병했을 때부터 그를 따라 장군으로써 진나라를 격파할 때 함께했고, 유방이 한왕에 봉해지자 그를 따라갔으며, 삼진 평정에서 공을 세워 공이 평정후 제수에 비견되었다. 호치 전투에서 전사해, 훗날 고조 8년(기원전 199년)에 아들 기통이 양평후에 봉해졌다.
홍문연에서 빠져나온 유방을 번쾌·하후영·근강 등과 함께 호위한 인물로 사기는 기신을, 한서는 기성을 든다. 이를 토대로 기신과 기성을 동일인물로 보기도 하지만, 기신은 형양에서 죽은 반면 기성은 사기와 한서의 고조의 공신 표에서 모두 호치 전투에서 전사한 것으로 나온다. 그래서 아니라고 하기도 한다.